# Fosterella
Fosterella L.B.Sm. é um género botânico pertencente à família Bromeliaceae, subfamília Pitcairnioideae.
O gênero foi nomeado em homenagem a Mulford Bateman Foster (1888-1978), coletor e horticultor norte-americano.
As espécies deste gênero são encontradas no sul do México, Paraguai, Peru , norte da Argentina e Bolívia.

## Espécies
O gênero apresenta em torno de 30 espécies:
- Fosterella albicans (Grisebach) L.B.Smith
- Fosterella aletroides (L.B.Smith) L.B.Smith
- Fosterella caulescens Rauh
- Fosterella chaparensis Ibisch, R.Vásquez & E.Gross
- Fosterella chiquitana Ibisch, R.Vasquez & E.Gross
- Fosterella cotacajensis Kessler, Ibisch & E.Gross
- Fosterella elata H.Luther
- Fosterella floridensis Ibisch, R.Vasquez & E.Gross
- Fosterella fuentesii P. L. Ibisch, R. Vásquez & E. Gross
- Fosterella gracilis (Rusby) L.B.Smith
- Fosterella graminea (L.B.Smith) L.B.Smith
- Fosterella hatschbachii L.B.Smith & R.W.Read
- Fosterella heterophylla Rauh
- Fosterella latifolia Ibisch, R.Vasquez & E.Gross
- Fosterella micrantha (Lindl.) L.B.Smith
- Fosterella nowickii P. L. Ibisch, R. Vásquez & E. Gross
- Fosterella pearcei (Baker) L.B.Smith
- Fosterella penduliflora (C.H.Wright) L.B.Smith
- Fosterella petiolata (Mez) L.B.Smith
- Fosterella rexiae P. L. Ibisch, R. Vásquez & E. Gross
- Fosterella rojasii (L.B.Smith) L.B.Smith
- Fosterella rusbyi (Mez) L.B.Smith
- Fosterella schidosperma (Baker) L.B.Smith
- Fosterella schidosperma var. vestita L.B.Smith & R.W.Read
- Fosterella spectabilis H.Luther
- Fosterella vasquezii E.Gross & Ibisch
- Fosterella villosula (Harms) L.B.Smith
- Fosterella weddelliana (Brongniart ex Baker) L.B.Smith
- Fosterella windischii L.B.Smith & R.W.Read
- Fosterella yuvinkae P. L. Ibisch, R. Vásquez, E. Gross & Reichle